# Адамсвілл (Огайо)
Адамсвілл (англ. Adamsville) — селище (англ. village) в США, в окрузі Маскінґам штату Огайо. Населення — 140 осіб (2020).

## Географія
Адамсвілл розташований за координатами 40°4′8″ пн. ш. 81°52′58″ зх. д. / 40.06889° пн. ш. 81.88278° зх. д. (40.068933, -81.882648).  За даними Бюро перепису населення США в 2010 році селище мало площу 0,14 км², уся площа — суходіл.

## Демографія
Згідно з переписом 2010 року, у селищі мешкало 114 осіб у 45 домогосподарствах у складі 33 родин. Густота населення становила 828 осіб/км².  Було 54 помешкання (392/км²).
Расовий склад населення:
| - 99,1 % — білих |

До двох чи більше рас належало 0,9 %. Частка іспаномовних становила 0,0 % від усіх жителів.
За віковим діапазоном населення розподілялося таким чином: 27,2 % — особи молодші 18 років, 58,8 % — особи у віці 18—64 років, 14,0 % — особи у віці 65 років та старші. Медіана віку мешканця становила 39,6 року. На 100 осіб жіночої статі у селищі припадало 103,6 чоловіків;  на 100 жінок у віці від 18 років та старших — 112,8 чоловіків також старших 18 років.
Середній дохід на одне домашнє господарство  становив 38 330 доларів США (медіана — 29 792), а середній дохід на одну сім'ю — 39 907 доларів (медіана — 32 500). Медіана доходів становила 29 464 долари для чоловіків та 22 500 доларів для жінок. За межею бідності перебувало 37,6 % осіб, у тому числі 62,2 % дітей у віці до 18 років та 0,0 % осіб у віці 65 років та старших.
Цивільне працевлаштоване населення становило 50 осіб. Основні галузі зайнятості: роздрібна торгівля — 26,0 %, освіта, охорона здоров'я та соціальна допомога — 22,0 %, мистецтво, розваги та відпочинок — 10,0 %, будівництво — 10,0 %.